# 41 (число)
41 (сорок один) — натуральное число, расположенное между числами 40 и 42.

## В математике

### Общие свойства
- 41 — натуральное, нечётное, двузначное (в десятичной системе счисления) число
- квадрат числа 41 равен 1681
- 241 = 2 199 023 255 552
- 1/41 = 0.0243902… (бесконечная десятичная дробь с периодом длины 5)

### Способы представления числа
В этом разделе указаны свойства, связанные с вопросами представления числа 41 как значения некоторых примечательных числовых выражений.
- 5-е центрированное квадратное число, то есть представимо в виде суммы двух последовательных квадратов натуральных чисел (41 = 42 + 52);

|              |  |
| 41 = 42 + 52 |  |

также представимо в виде суммы трёх квадратов натуральных чисел (41 = 62 + 22 + 12); при этом 41 является наименьшим числом, представимым в виде суммы квадратов двух натуральных чисел и одновременно в виде суммы квадратов трёх натуральных чисел, где все пять указанных чисел различны
- 41 = 212 — 202, не представимо другими способами в виде разности степеней (от 2) двух натуральных чисел
- 8-е число Прота, 5-е простое число Прота (41 = 5 × 23 + 1)
- наименьшее натуральное число, не представимое в виде |2x−3y|, где x и y — натуральные числа

### Свойства, связанные с простотой и делимостью
В этом разделе указаны свойства числа 41, связанные с отношением делимости на множестве натуральных чисел.
- 13-е простое число, близнец простого числа 43, отличается на шесть от простого числа 47
- 6-е пифагорово простое число (имеет вид 4n+1); 2-е (после 17) простое число вида 8n+1
- 7-е натуральное число n такое, что n!+1 простое[1]
- 5-е сильное простое число
- 11-е регулярное простое число
- 2-е простое число Ньюмена — Шэнкса — Уильямса
- 7-е число Софи Жермен (41 × 2 + 1 = 83, также являющееся простым числом)[2]. С числа 41 начинается полная последовательность Куннингама 1-го рода длины 3 (41 , 83 , 167)
- сумма первых шести простых чисел: 41 = 2 + 3 + 5 + 7 + 11 + 13; также представимо в виде суммы трёх последовательных простых чисел: 41 = 11 + 13 + 17
- равно сумме всех положительных делителей чисел от 1 до 7: 41 = 1 + 1 + 2 + 1 + 3 + 1 + 2 + 4 + 1 + 5 + 1 + 2 + 3 + 6 + 1 + 7
- присутствует в трёхчлене Эйлера (n2 + n + 41), значение которого является простым числом при целых n, по модулю меньших 40
- наименьшее простое число такое, что сумма всех простых чисел, не превосходящих его, раскладывается в произведение трёх различных простых сомножителей (238 = 2 × 7 × 17)
- значения некоторых теоретико-числовых функций:

функции Эйлера: φ (41) = 40;
пи-функции: π (41) = 13;
τ-функции (количество натуральных делителей): τ (41) = 2;
σ-функции (сумма натуральных делителей): σ (41) = 42 (41 — недостаточное число);
функции Мёбиуса: μ (41) = −1;
функции Мертенса: M (41) = −1

### Свойства десятичной записи числа и признаки делимости
Здесь приводятся свойства, касающиеся записи числа 41 в десятичной системе счисления и связанных с ней вопросов (в частности, удобства устных вычислений и проверки делимости).
- десятичная запись числа 41 образована последовательно записанными двумя квадратами (4 и 1); тем же свойством обладает его квадрат 1681 (16 и 81)
- число 99999 делится на 41 (105=100000 даёт остаток 1 при делении на 41). Использование этого свойства помогает решить некоторые задачи олимпиадного типа. Из этого свойства также следует признак делимости на 41: «Натуральное число делится на 41 тогда и только тогда, когда при отделении от его десятичной записи всех групп по пять цифр, начиная с конца, и суммировании всех получившихся натуральных чисел получается число, кратное 41». (Пример: число 864694512870 делится на 41, поскольку 86 + 46945 + 12870 делится на 41.)

Делимость числа 105−1 на 41 имеет несколько важных следствий:
1. 41 делит число 11111, а также любое число вида 10…010…010…010…01, где во всех четырёх группах одинаковое количество нулей, не равное 5k-1 при натуральном k; верно и более сильное утверждение: если любое число, количество знаков в котором не кратно 5, записать в строку пять раз без пробелов, то получится число, кратное 41.
2. Если пятизначное число делится на 41, то при любой круговой перестановке его цифр эта делимость сохраняется (пример: 16359 делится на 41, следовательно, делятся на 41 числа 63591, 35916, 59163 и 91635). Этот факт многократно указывается как интересное свойство числа 41 как математиками[3][4], так и любителями нумерологии[5][6].

- Другие признаки делимости числа на 41:
  - число делится на 41 тогда и только тогда, когда модуль разности числа десятков и четырёхкратного числа единиц делится на 41. Например, 369 делится на 41, так как {\displaystyle \left|36-4\cdot 9\right|=0} делится на 41.
  - чтобы проверить, делится ли число на 41, его следует справа налево разбить на грани по 5 цифр в каждой. Затем в каждой грани первую справа цифру умножить на 1, вторую цифру умножить на 10, третью — на 18, четвёртую — на 16, пятую — на 37 и все полученные произведения сложить. Результат будет делиться на 41 тогда и только тогда, когда само число делится на 41[7].
- 41 есть наименьшее такое число, что минимальное значение суммы цифр кратного ему равно 5[7]
- 41 равно сумме цифр пятых степеней чисел 29, 56, 83, 92; 41 не равно сумме цифр какого-либо натурального числа в степени 2 или 3 или 4

### Другие свойства
- 412 = 402 + 92 (41 — 7-е число, являющееся наибольшим в некоторой примитивной пифагоровой тройке[8])
- 41 — 7-е действительное простое число Эйзенштейна
- среди чисел от 1 до 40 квадратичными вычетами по модулю 41 являются числа 1, 2, 4, 5, 8, 9, 10, 16, 18, 20, 21, 23, 25, 31, 32, 33, 36, 37, 39, 40, квадратичными невычетами — остальные числа

## В естествознании

### Химия
- Атомный номер ниобия

### Физика и астрономия
- Дафна — крупный астероид главного пояса, обнаруженный с помощью телескопа в 1856 году парижским астрономом.
- Звёзды 41 Рыси, 41 Рака, 41 Змеи, 41 Жертвенника, HAT-P-41, WASP-41; скопление М41.

Технические объекты:
- SLC-41 (LC-41) — стартовая площадка на мысе Канаверал (США), с которой в течение долгого времени осуществляются запуски космических аппаратов важнейших научных миссий, в том числе Викинг-1 и Викинг-2 (исследования Марса), Mars Science Laboratory (доставка марсохода Кьюриосити на Марс), Вояджер-1 (исследование Юпитера и Сатурна, определение границ Солнечной системы), Вояджер-2 (исследование Урана и Нептуна, определение границ Солнечной системы), Новые горизонты (исследования Плутона, Харона).
- Площадка № 41 космодрома Байконур (Казахстан, ранее СССР) известна в связи с одной из крупнейших катастроф в истории космических полётов.
- На 2014 год для исследования планеты Марс был запущен 41 космический аппарат.

### Биология
- 41 °C — средняя температура тела у ряда животных (прежде всего птиц)[9]. У человека такая температура возможна при серьёзной болезни и считается опасным признаком[10].

## В религии и мифологии
Значимость числа 41 в религии и мифологии (легендах, мифах, обрядах) в большой степени связана с фундаментальным значением предшествующего натурального числа 40, которое многократно встречается во всех наиболее распространённых религиях (например, несколько раз в библейском повествованию о Всемирном потопе, описании жизни пророка Мухаммеда и т. д.).

### Инки
В календаре инков, по утверждениям некоторых хронистов, использовался цикл, состоящий из 328 дней, состоящий из 41 недели по 8 дней.

### Марийцы
У марийцев число 41 играет важную роль во многих обрядах:
- При свадьбе молодожёны должны наступить на 41 зло и принять 41 доброту;
- При похоронах в гроб к усопшему кладут котомку, в которой находится 41 орех[12], а замещающее усопшего лицо отходит от определённого места на 41 шаг;
- В ходе праздника Семык во время ритуального похода в баню полагается похлестать своё тело веником, связанным из 41 вида растений.

### Русские
В средневековой Руси был широко распространён пальцевый счёт «сороковицами»: по суставам пальцев от одного до сорока. Такой способ счёта означает фактическое использование 40-ичной системы счисления, в которой 40 является самой большой цифрой, а 41 — первым двузначным числом. В связи с этим число 40 ассоциировалось с понятием конца счёта, фактически принимая значение «много», что широко отражено в русском языке и русской литературе (см. 40 (число), Сороковины, Сорок сороков). С этим связаны некоторые древние представления о числе 41 как неблагоприятном.
- Согласно сибирскому поверью, если охотник убил сорок медведей, то от сорок первого погибнет сам[13] (по другой версии, роковым становится сороковой медведь[14][15]). С этим, в частности, связаны строки поэта Некрасова:

Ведь наскочил же на экую гадину!

Сын ли мой не был удал?

Сорок медведей поддел на рогатину —

На сорок первом сплошал!
— «В деревне»
- повесть Бориса Лавренёва «Сорок первый»
- песня Михаила Анчарова «Сорок первый»[16]
- рассказ Альберта Воронина «Сорок первый»[17]

### Чуваши
У чувашей 41 — одно из сакральных чисел, используется в некоторых обрядах.

## В истории
- В 41 год Публий Элий Адриан стал римским императором, сменив императора Траяна (117 год н. э.).
- 41 государство включал Германский союз в 1815 году (год образования союза).
- 41-й км Ленинградского шоссе (Россия, Московская область) — самое близкое к Москве точно подтверждённое место наступления войск Вермахта в 1941 году (с этого рубежа началось контрнаступление советских войск на Ленинградском направлении)[19].
- В годы Второй мировой войны действовали следующие военные формирования с порядковым номером 41: 41-й истребительный авиационный полк, 41-й моторизованный корпус, 41-й отдельный лыжный батальон, 41-й отдельный моторизованный понтонно-мостовой батальон, 41-й отдельный танковый батальон, 41-й стрелковый корпус, 41-й танковый корпус, 41-я авиационная дивизия, 41-я армия, 41-я стрелковая дивизия (1-го формирования), 41-я стрелковая дивизия (2-го формирования), 41-я кавалерийская дивизия, 41-я танковая дивизия.
- «41 за свободу» — неофициальное название группы стратегических атомных подводных лодок «Поларис», построенных США в 1958—1967 гг. и позже заменённых. Лодки получили названия в честь известных деятелей США. Данное количество было ограничено советско-американским договором ОСВ-1 1972 года. Эти лодки стали главным противником СССР в годы Холодной войны.
- Джордж Буш — 41-й президент США.

## В спорте

### Олимпийские игры
- 41 дисциплина входит в летние олимпийские виды спорта
- На 41-й Генеральной ассамблее Европейского Олимпийского комитета принято решение о проведении первых в истории Европейских игр

### Хоккей с мячом
- 41 безответный гол забила команда «Динамо» (Москва) в ворота «Локомотива» (Оренбург) в чемпионате России по хоккею с мячом 28 декабря 2006 года. Матч завершился со счётом 41:0.

## В художественной литературе

### Русская литература
- «Сорок первый» — повесть писателя Бориса Лавренёва (1924 год, экранизирована в 1927 и 1956 годах) о любви красного стрелка Марютки и белогвардейского поручика во времена Гражданской войны[20]
- рассказ «№ 41»[21]

### Марийская литература
- Сорок один жеребёнок, марийская сказка
- Сорок одна небылица, марийская сказка
- Мальчик-богатырь, марийская сказка